# Kayser Automotive Systems
Die Kayser Automotive Systems GmbH ist ein Automobilzulieferer aus Einbeck in Südniedersachsen und gehört zum Konzern A. Kayser GmbH & Co. KG Textile Filtermedien.

## Geschichte
Die Gründung durch den Wollfärber A. Kayser geht auf das Jahr 1765 zurück. Zunächst war das Unternehmen mit der Herstellung von Tuch- und Kleiderstoffen, hauptsächlich für die Preußische Armee tätig.
Seit 1960 wird für die Automobilindustrie produziert.
2014 beschäftigte die Gruppe 1957 Mitarbeiter und erzielte einen Umsatz von 265,53 Millionen Euro, davon 55,3 Millionen Euro innerhalb der Europäischen Union. Gesamtgeschäftsführer war Kurt-Heinz Borth. Im Jahre 2019 waren es 3484 Mitarbeiter bei einem Umsatz von 469 Millionen Euro. Geschäftsführer sind Jörg W. Meyer und Jörg Schmidt.

## Produkte
Der automobile Geschäftsbereich entwickelt, produziert und vertreibt Filter, Ventile, Leitungen, Luftführungen sowie Sonderanfertigungen. Diese Teile werden als Module und einbaufertige Systeme geliefert. Zum anderen entwickelt, produziert und vertreibt die Kayser-Gruppe textile Filtermedien. Diese Produkte werden in Industriefiltern zur Trockenentstaubung von Heißgas eingesetzt.
Die Gruppe verfügt über Produktionsstandorte in Deutschland, Spanien, Ungarn, Polen, China, Mexiko und USA. Des Weiteren betreibt die Kayser Gruppe Vertriebsbüros in Indien und den USA.
Weitere Unternehmensstandorte mit Werken sind in Glauchau (Sachsen), Puebla (Mexiko), Fulton (USA), Berrioplano/Navarra, (Spanien), Batorowo (Polen), Klodzko (Polen), Komárom (Ungarn) sowie Changchun (China).